# Détroit Peril
Le détroit Peril est un détroit du Sud-Est de l'Alaska aux États-Unis.

## Description

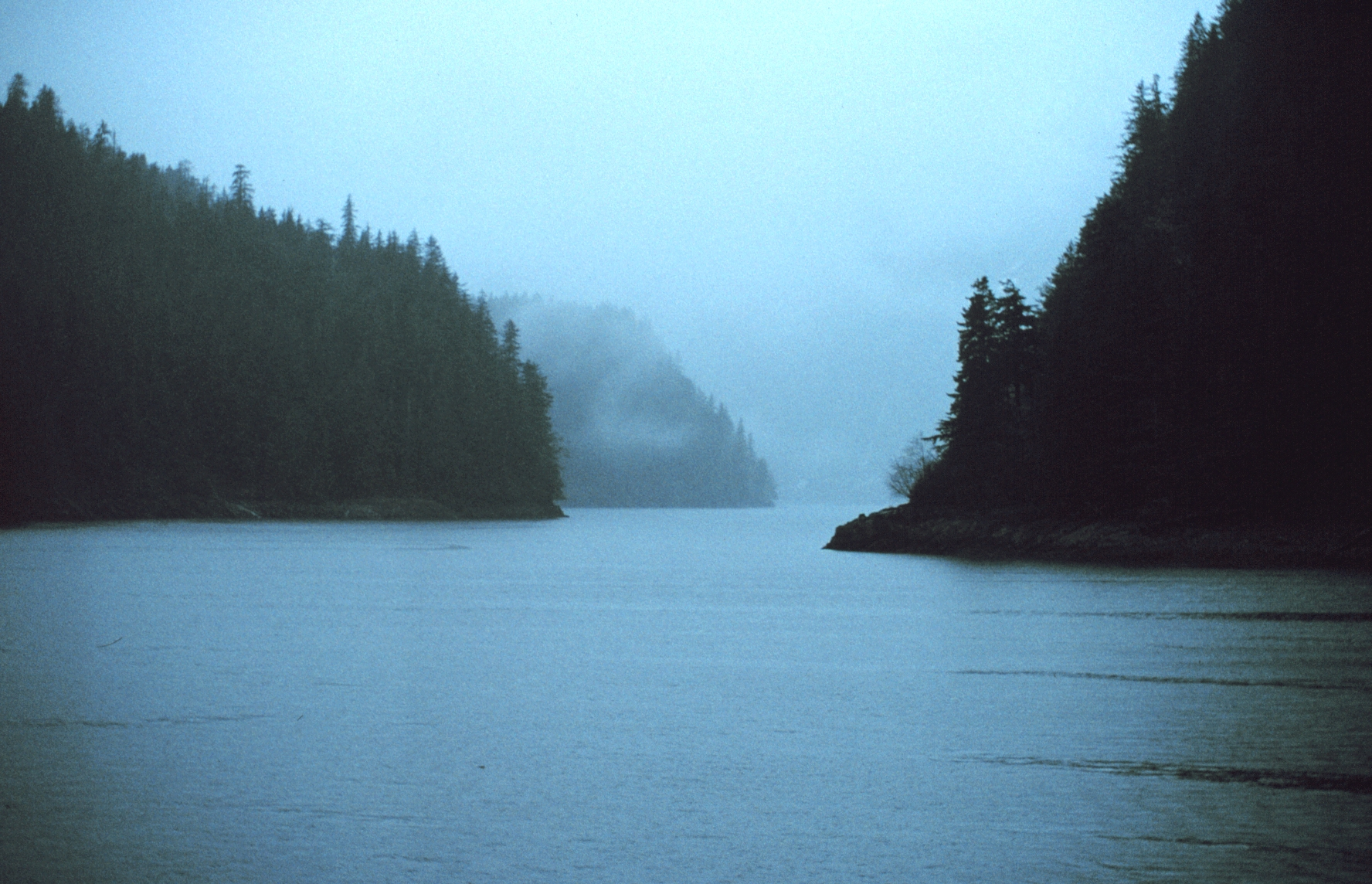
Détroit Peril

Il est situé dans l'archipel Alexandre, entre l'île Chichagof au nord et l'île Catherine au sud. Il fait 80 km de long depuis le Salisbury Sound à l'ouest jusqu'au détroit de Chatham à l'est. Il fait partie du borough de Sitka.
Ce nom lui a été donné par les Russes, à cause d'un accident dramatique survenu lors d'une chasse dirigée par Alexandre Baranov en 1799.
Le phare du Phare de l'île Fairway qui se trouve à son entrée y  était un important repère de navigation.

## Sources et références
- (en) « Détroit Peril », Geographic Names Information System

- (en) Cet article est partiellement ou en totalité issu de l’article de Wikipédia en anglais intitulé « Peril Strait » (voir la liste des auteurs).